# Yasuhara Teishitsu

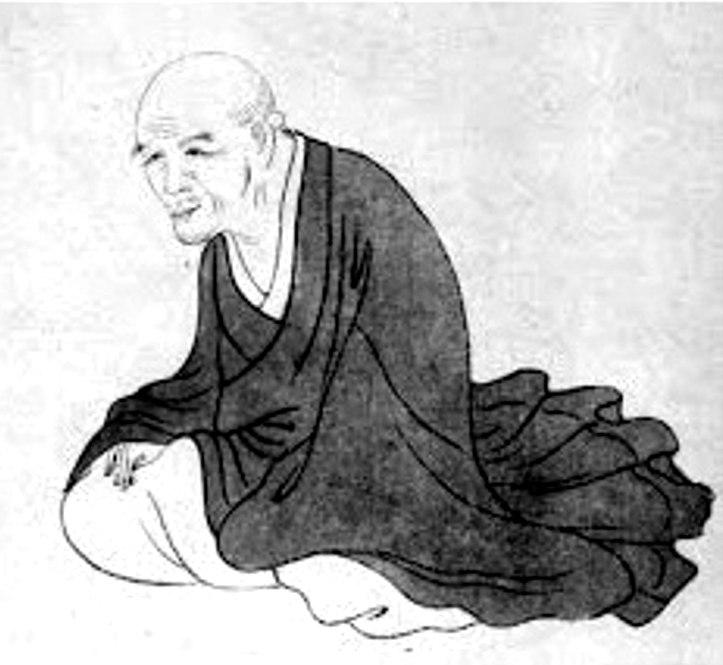
Yasuhara Teishitsu

Yasuhara Teishitsu (japanisch 安原 貞室; geboren 1610 in Kyōto (Provinz Yamashiro); gestorben 25. März 1673 daselbst) war ein japanischer Haiku-Dichter der frühen Edo-Zeit.

## Leben und Wirken
Yasuhara Teishitsu hieß mit Vornamen Masaakira (正章). Gewöhnlich wurde er Kagi Shitsuhikozaemon (鎰 屋彦左衛門) genannt. Weitere „Gō“ waren „一嚢軒“ und „腐誹子“. Er arbeitete in Kyōto als Papierhändler und wurde vom Haiku-Dichter und Begründer der Teimon-Schule (貞門派) Matsunaga Teitoku (1571–1654) sehr geschätzt. Dieser unterstützte ihn im Alter von 42 Jahren bei der Eröffnung eines eigenen Papiergeschäfts.
Nach dem Tod von Matsunaga Teitoku nahm Yasuhara den Namen Teitoku II. als dessen rechtmäßiger Nachfolger an und gab nach Teitokus Ableben 1653 „Teitoku shuenki“ (貞徳終焉記) und 1656 „Gyokkai-shū“ (玉海集) heraus. Er war aber auch ein ehrgeiziger und respektloser Mann und stritt sich mit seinem Kollegen, die auch bei Matsunaga studiert hatten. 
Yasuhara lieferte sich nicht nur einen heftigen Streit mit Shigeyori Matsue über die selbst verfassten 100 Reime „Haikai no chū“ (誹諧之註) – „Haikai Anmerkungen“, sondern verhielt sich auch auf eine Weise, die bei seinen Kollegen Kritik hervorrief. Er brach auch die Beziehungen zu Kitamura Kigin (1624–1705) ab, der einst sein Schüler war. 1663 gab er „Gojō Hyakkū“ (五条 百句), 1967 „Gyokkaishū“ (玉海集追加) Ergänzungen und bereits 1650 das Sprachbuch „Katakoto“ (語学書) heraus.
Seine Arbeiten wurden von Matsuo Bashō und anderen hoch gelobt. Bashō schrieb in „Oku no Hosomichi“ eine tiefgründige Anekdote darüber, wie Yasuhara keine Spenden von den Menschen in den Bergen in der Provinz Kaga sammeln wollte.